# モラクセラ・アトランタエ
モラクセラ・アトランタエ（Moraxella atlantae）は、プロテオバクテリア門ガンマプロテオバクテリア綱シュードモナス目モラクセラ科モラクセラ属の種の一つであり、グラム陰性、オキシダーゼ及びカタラーゼ陽性の非運動性桿菌である。女性の癌患者から採取された好気性血液培養から分離された。M. atlantaeはまれな日和見感染の病原体であり、通常は一般的な抗生物質で治療が可能である。